# 下城十字
42°21′20″N 71°03′38″W / 42.355450°N 71.060460°W
下城十字（Downtown Crossing）是波士顿的购物区，位于波士顿公园以东，金融区以西。这里拥有大型百货公司以及餐馆、音乐商店，纪念品商店，和一般零售场所，以及许多摊贩。华盛顿街（Washington Street）介于庙街（Temple street）和布罗姆菲尔德街（Bromfield street）之间的部分，以及冬街（Winter street）和夏街（Summer street）的一段，对大部分车辆封闭，行人可在街上自由行走。白天，下城十字熙熙攘攘。
在18世纪晚期和19世纪初，夏街是一个高档社区，是由查尔斯·布尔芬奇等人设计的联排住宅。1872年波士顿大火摧毁了大部分的街区，特别是介于夏街、华盛顿街和牛奶街之间地区。 
从1895年到1917年，下城十字成为波士顿百货公司的聚集地。1841年，约旦（Eben Jordan）和马什（Benjamin Marsh）开了第一家约旦马什（Jordan Marsh）的批发店，后来发展成为零售百货公司。另一个主要商店，Filene's，于1881年成立。1909年开设“自动平价地下室”（Automatic Bargain Basement）。吉尔克里斯特（Gilchrist）和肯尼迪（Kennedy's）也在附近开业，不过现在都已经停业。这些商店吸引更多的中产阶级顾客，包括来自郊区的顾客。
二战以后的郊区化，使得全美国下城区的百货公司面临挑战，和来自超级广场的竞争。 
Filene's Basement成为一个大型百货公司，其旗舰店位于原Filene's百货公司的地下。两间店铺原来属于一个主人，在1988年脱钩。这座建筑于1986年被列入国家史迹名录。 
该地区正经历更大的增长，由于新建豪华酒店和公寓。2001年，千禧广场（Millennium Place）已经完成。豪华的塔楼高38层（475英尺）和36层（446英尺）。
1996年，从前的 Jordan Marsh 商店变成了梅西百货公司。2006年年初，Filene's 旗舰店关闭。2006年，Vornado Realty Trust宣布以1亿美元购买从前的 Filenes 旧址。该项目预计将耗资约6.2亿美元，建成高档购物区。计划重建为38层、495英尺的塔楼。Filene's Basement 在施工期间关闭，但发誓要返回完成后的建筑。2007年12月，Filene's Basement 关闭。
2009年5月4日，星期一，Filene's Basement申请破产保护。纽约的Crown Acquisitions公司购买了其25家连锁店中的17家，其中包括下城十字店。虽然下城十字项目工程停滞，但是该商店依然预定在未来重开。下城十字店占该公司13％的销售额。。  
2007年，萨福克大学购买了西街的一个建筑，改造成公寓。西街物业将可容纳约270学生。
下城十字地铁站直接服务下城十字，州街站（State）和公园街站也位于步行可到的距离之内。

## 图片

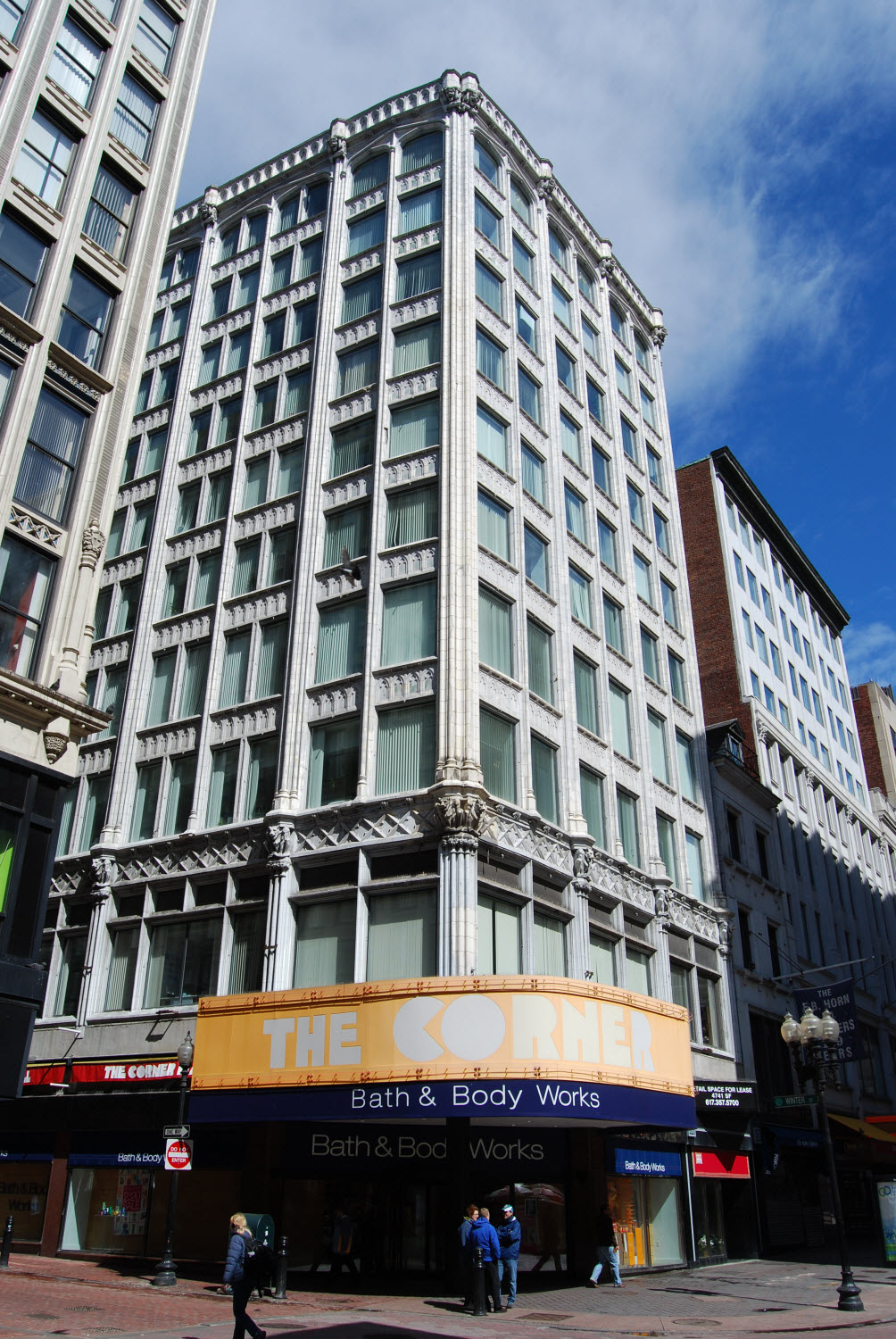
前 Gilchrist 旗舰店
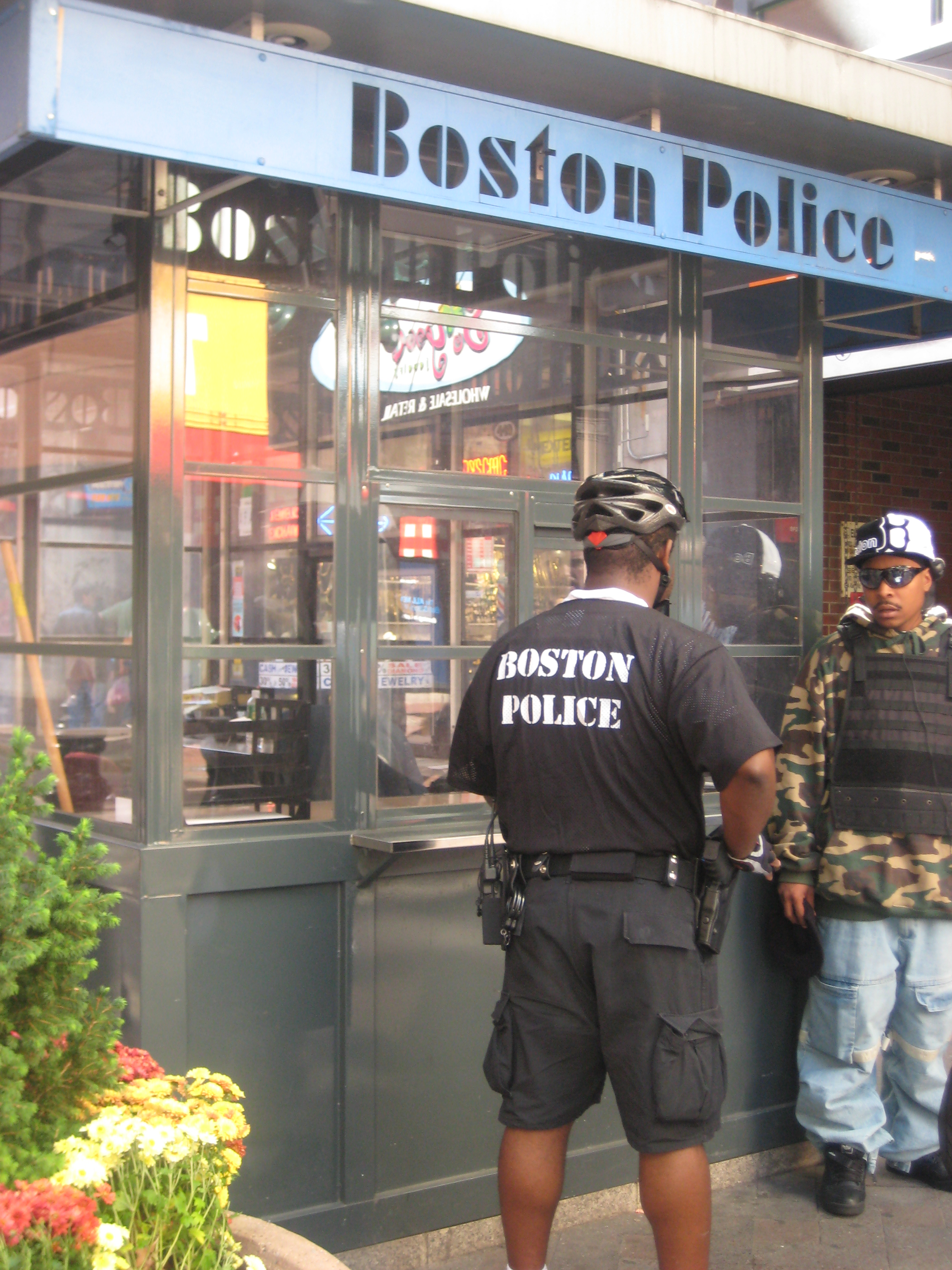
警亭
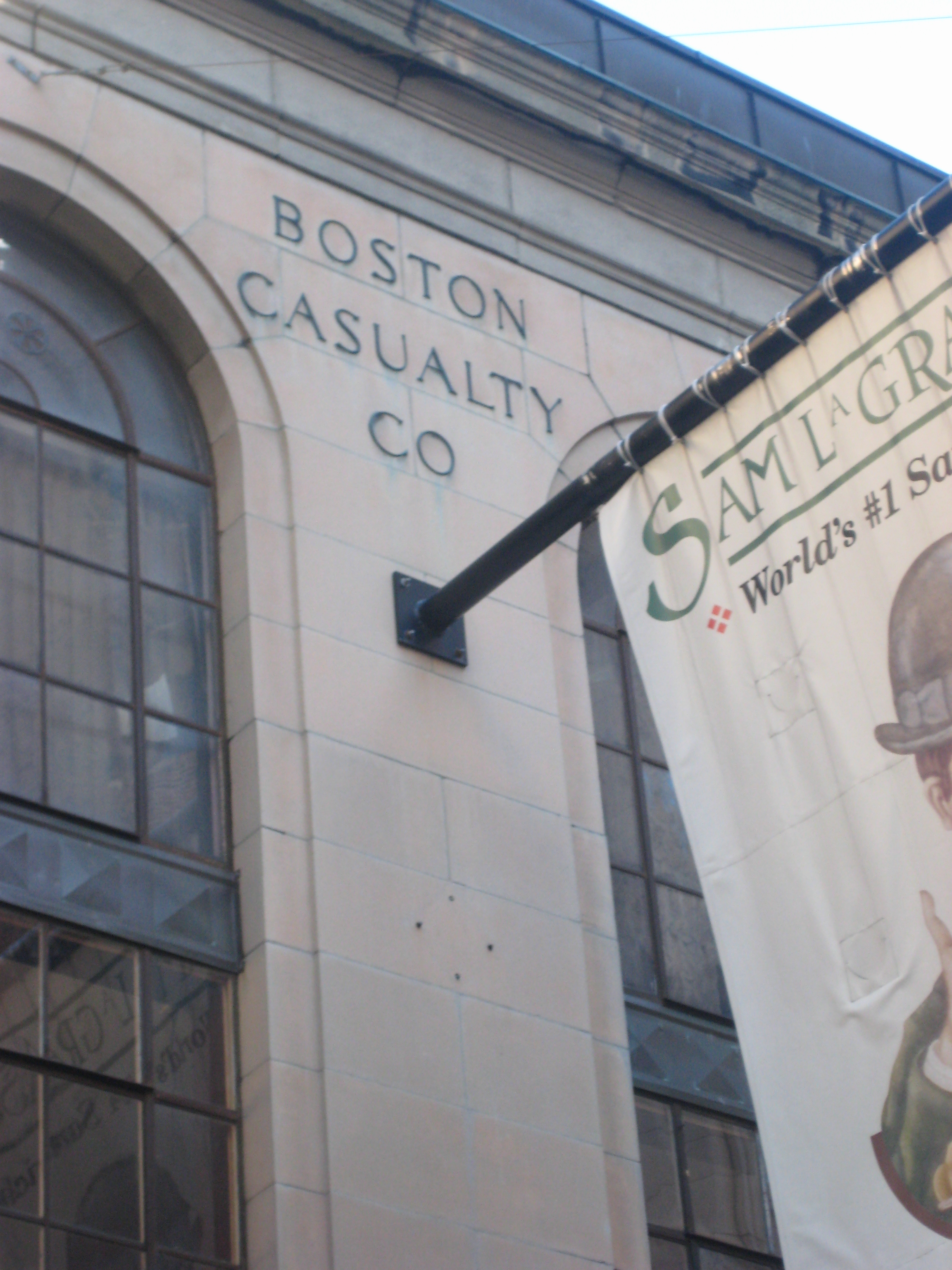
波士顿意外险公司公司总部